# Liga Humanista Secular do Brasil
Liga Humanista Secular do Brasil (LiHS) é uma organização brasileira criada para reunir "céticos, agnósticos, ateus, livres-pensadores e secularistas em torno de valores epistêmicos e éticos." A organização também tem estatuto jurídico de amicus curiae, o que permite à associação enviar um representante para argumentar em uma discussão aberta no Congresso Nacional do Brasil.
A LiHS foi fundada em 2010 e contava com mais de 30 mil seguidores no Facebook em meados de 2014, porém a página não tem atividade desde agosto de 2019. Não há registro público do número atual de membros oficialmente filiados à organização. A ONG permanece inativa desde meados de 2019.

## Atuação

### Participação em Audiência Pública no STF
A LiHS foi convidada a participar, por determinação do ministro Luís Roberto Barroso, de uma Audiência Pública do Supremo Tribunal Federal (STF) para discutir o ensino religioso em escolas públicas brasileiras, no dia 15 de junho de 2015.
Além da LiHS, também foram convidadas para participar da audiência as seguintes organizações religiosas e não religiosas: Confederação Israelita do Brasil (CONIB), Conferência Nacional dos Bispos do Brasil (CNBB), Convenção Batista Brasileira (CBB), Federação Brasileira de Umbanda (FBU), Federação Espírita Brasileira (FEB), Federação das Associações Muçulmanas do Brasil (FAMBRAS), Igreja Assembleia de Deus, Sociedade Budista do Brasil (SBB) e Testemunhas de Jeová.

## Eventos

### I Congresso Humanista Secular do Brasil (2012)
Em setembro de 2012, a LiHS organizou e promoveu o I Congresso Humanista Secular do Brasil. O evento, que ocorreu em Porto Alegre, foi o primeiro congresso a discutir as perspectivas do humanismo secular no país. O congresso durou dois dias e contou com a presença de 17 palestrantes, entre eles: Debora Diniz, professora da UNB e pesquisadora da Anis; Desidério Murcho, filósofo, doutor pela King's College London e professor da Universidade Federal de Ouro Preto; Francisco Mauro Salzano, doutor pela Universidade de Michigan e membro da Academia Brasileira de Ciências; Horacio Dottori, astrofísico e professor da UFRGS; Jorge Quillfeldt, neurocientista, professor de Biofísica do Instituto Brasileiro da UFRGS; Marcia Cristina Barbosa; física, doutora pela Universidade de Maryland - USA e professora do Instituto de física da UFRGS; Marcos Rolim, sociólogo, professor de Direitos Humanos no Centro Universitário Metodista; Maria Berenice Dias, mestre em Processo Civil pela PUC-RS e presidenta da Comissão Especial da Diversidade Sexual do Conselho Federal da OAB/RS; Renato Zamora Flores, médico, doutor em Genética e Biologia Molecular e professor na UFRGS.

### Congresso Humanista Mundial (2017)
Em 2014 a LiHS foi escolhida para organizar o Congresso Humanista Mundial, que ocorreria pela primeira vez no Brasil, na cidade de São Paulo, em 2017.   O evento, porém, foi cancelado sob a justificativa de razões logísticas e econômicas.